# California (singel White’a 2115)
California – singel polskiego rapera White’a 2115. Teledysk z tą piosenką został opublikowany na YouTube 15 czerwca 2018.

## Nagrywanie
Za produkcje odpowiada Imotape Productions. Singiel został nagrany w studiu NOBOCOTO w Warszawie. Za miksowanie i mastering odpowiada DJ Johny.

## Przyjęcie
W grudniu 2024 nagranie uzyskało certyfikat dwukrotnie diamentowej płyty.
Utwór zdobył ponad 125 milionów wyświetleń w serwisie YouTube oraz 100 milionów odsłuchań w serwisie Spotify.

## Personel
Opracowano na podstawie opisu teledysku na YouTube.
- White 2115 – słowa, rap
- Imotape Productions – produkcja muzyczna
- DJ Johny – miksowanie, mastering